# Rietberger Emsniederung
Die Rietberger Emsniederung ist ein kreisübergreifendes Feuchtwiesenschutzgebiet mit einer Größe von 431,33 ha an der Ems, das sich überwiegend (420,36 ha) in Rietberg im Kreis Gütersloh und zu einem kleinen Teil (10,96 ha) in Delbrück im Kreis Paderborn befindet. Es wird mit den Nummern GT-001K1 und PB-030K2 geführt. Es ist nach den Feuchtwiesen Hörste das zweitgrößte Naturschutzgebiet des Kreises Gütersloh und besteht aus zwei nur durch eine Straße getrennten Flächen.
Es wurde 1989 zur Erhaltung von Lebensgemeinschaften und -stätten wildlebender Pflanzen und Tierarten und wegen der Seltenheit, Eigenart und Schönheit des Gebiets ausgewiesen.
Zusammen mit dem Steinhorster Becken bildet die Emsniederung ein Natura 2000- und damit nach der FFH-Richtlinie geschütztes Gebiet mit einer Größe von 929 ha. Dieses Gebiet ist eines der bedeutendsten Brut-, Rast-, Durchzugs- und Überwinterungsgebiete für Vögel in Nordrhein-Westfalen und in Verbindung mit dem Vogelschutzgebiet Senne, dem im Südwesten direkt angrenzenden Naturschutzgebiet Rietberger Fischteiche und dem Naturschutzgebiet Emssee ist es einer der ökologisch hochwertigsten Landschaftsbereiche im regionalen Naturraum.
Naturräumlich gehört die Rietberger Emsniederung zu den Ostmünsterländer Sanden innerhalb der Emssandebene in der Westfälischen Bucht.

## Charakteristik
Die Rietberger Emsniederung befindet sich innerhalb einer Senkenlage, weshalb der Wasserspiegel der Ems über dem Niveau der umgebenden Landfläche liegt. Diese Gegebenheit führte im Niederungsgebiet immer wieder zu Überschwemmungen, weshalb die Fläche in großen Bereichen Bruchland und Feuchtwiesen aufweist. Da die landwirtschaftliche Nutzung nur eingeschränkt möglich war, entstand eine Teichlandschaft als Kern des heutigen die östliche Begrenzung des Rietberger Gartenschauparks darstellenden Naturschutzgebietes.
Neben der Ems wird die Niederungsfläche von weiteren Fließgewässern durchquert; hierzu zählen der aus dem Bereich Schöning zulaufende Markgraben sowie der innerhalb des Schutzgebietes entstehende Dortenbach.